# Bradypodidium bradyporum
Bradypodidium bradyporum (лат.) — вид пластинчатоусых жуков рода Bradypodidium из подсемейства скарабеины (Scarabaeinae). Неотропика: Коста-Рика, Эквадор.

## Описание
Мелкие жесткокрылые (длина около 3 мм) с овальной формой тела буровато-чёрного цвета с металлическим отблексом. Навозный жук, населяет прибрежные и низинные вечнозелёные тропические леса Амазонии на высотах от 5 до 125 м. Встречается в марте и апреле. Усики с 3-члениковой булавой. Задние голени с одной вершинной шпорой.
Голова ровная (уплощена или слегка выпуклая) и без явных впадин, прилегающих к глазам. Клипеальный край прямой или слабо изогнутый, щёки не выступают позади наличника. Надкрылья с широко расставленными точками-пунктурами. Вид был впервые описан в 1928 году французским энтомологом Антуаном Бюкомоном (Antoine Boucomont; 1867—1936) по материалам, собранным в Южной Америке и под первоначальным именем  Trichillum bradyporum Boucomont, 1928. Затем включался в состав род Pedaridium, а с 2008 года выделен в род Bradypodidium.